# Circuit intégré 74125

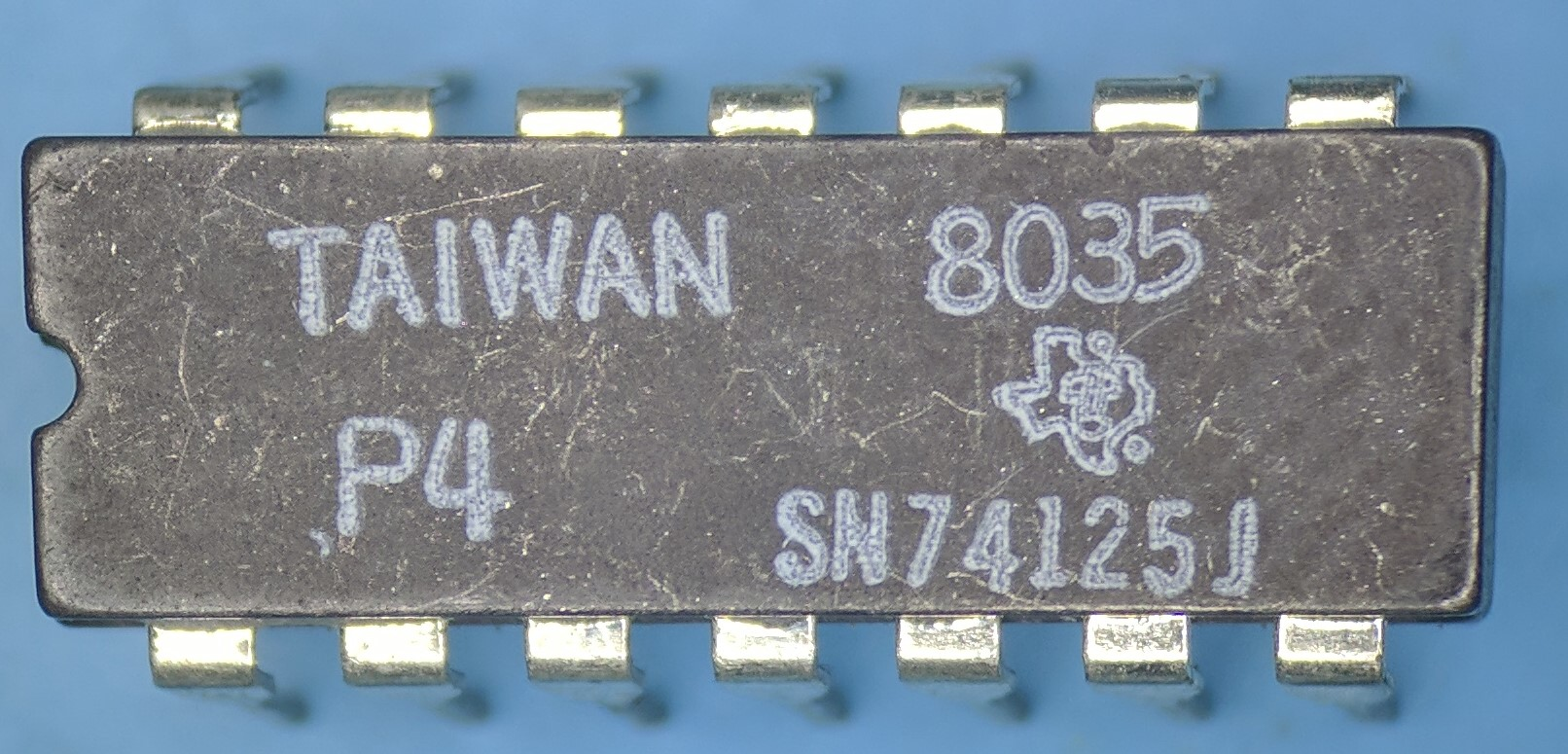
Circuit intégré SN74125 de Texas Instruments, fabriqué à Taïwan durant la 35e semaine de 1980 (code date 8035)

Die d'un SN74125 de Texas Instruments

Le circuit intégré 74125,, fait partie de la série des circuits intégrés 7400 utilisant la technique TTL.

Ce circuit est composé de quatre tampons trois états à commandes inversées indépendantes.

## Brochage

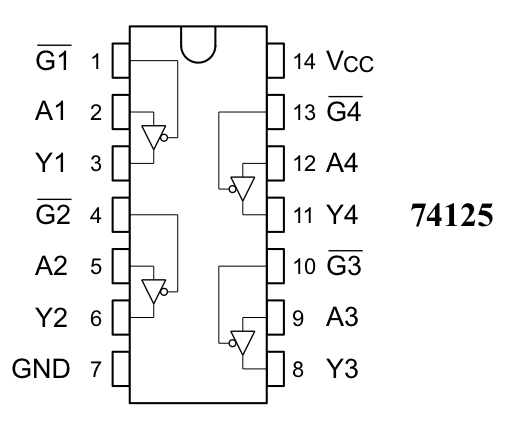
Brochage des boîtiers DIP
(vue du dessus)

## Schéma interne

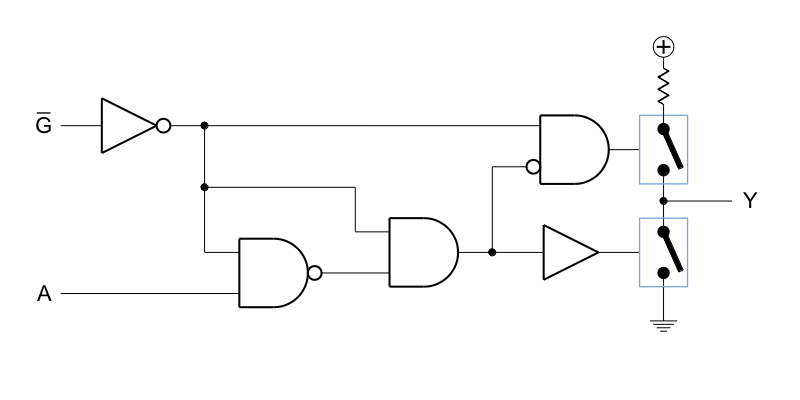
Diagramme logique d'un tampon trois états des circuits SN74125 et SN74LS125A de Texas Instruments.

## Table de vérité
| Entrées | Entrées | Sortie |
| G       | A       | Y      |
| ------- | ------- | ------ |
| 0       | 0       | 0      |
| 0       | 1       | 1      |
| 1       | x       | Z      |

| Notes :                                                                                         |
| ----------------------------------------------------------------------------------------------- |
| 0 = niveau logique bas 1 = niveau logique haut x = sans importance Z = sortie à haute impédance |